# Västraby
Västraby är en by sydost om Barnarp i Jönköpings kommun. Från 2015 avgränsar SCB här en småort.